# (28514) 2000 DQ2
2000 دي كيو 2 (ويعرف أيضًا باسم (28514) 2000 دي كيو 2 وفق تسمية الكوكب الصغير) (بالإنجليزية: 2000 DQ2)‏ هو كويكب ضمن حزام الكويكبات؛ وترتيبه 28514 من حيث الاكتشاف.
اكتُشف هذا الجُرم الفلكي بواسطة James M. Roe ‏ في 26 فبراير 2000.

## وصلات خارجية
- (28514) 2000 DQ2 في قاعدة بيانات مختبر الدفع النفاث لأجرام النظام الشمسي الصغيرة

- الاكتشاف · مخطط المدار ·  العناصر المدارية · المعلمات المادية

- (28514) 2000 DQ2 على موقع ويكي سكاي: DSS2, SDSS, GALEX, IRAS, Hydrogen α, X-Ray, Astrophoto, Sky Map, Articles and images